# Rotterdam Airlines (luchtvaartmaatschappij)
Rotterdam Airlines (RAL) was een regionale Nederlandse luchtvaartmaatschappij die het vliegveld Rotterdam Zestienhoven als thuisbasis had. Rond 1983 startte RAL zijn activiteiten onder leiding van André Verlinden.
De vloot van de maatschappij bestond uit maar één Boeing 737-200 die op de route van Rotterdam naar Londen Gatwick en Innsbruck ingezet werd. Rotterdam Airlines had een kortstondig bestaan en was geen succes.